# Route européenne 40
Pour les articles homonymes, voir E40 et Route 40.
Ne doit pas être confondu avec Voie navigable E40.
La route européenne 40 (E40) est une route reliant initialement Calais (France) à Astrakhan (Russie) en passant par Bruxelles, Dresde, Cracovie et Kiev. Avec son extension, d'Astrakhan à Ridder (Kazakhstan), c'est la plus longue route européenne : 7 200 km. En France, son tracé est confondu avec l'autoroute A16. En Belgique, avec d'abord l'A18 jusqu'à Jabbeke, puis  l'A10 jusqu'à Bruxelles et enfin avec l'A3 jusqu'à la frontière allemande. En Allemagne, avec deux tronçons de l'autoroute A 4.
La route se prolonge jusqu'à Ridder, au Kazakhstan, près de la frontière avec la Chine.
En Belgique, l'autoroute est appelée 'l'autoroute de la mer', à l'ouest de Bruxelles. À l'est, elle est appelée autoroute de l'Allemagne.

## Tracé
| E40 Calais - Astrakhan          |                 |                                              | |
| État                            | Route Nationale | Tronçon                                      | Jonction (numérotation nationale) |
| Département français            |                 |                                              | |
| Pas-de-Calais (62) Nord (59)    | A16             | Calais - Ghyvelde                            | - 42 Eurotunnel - 43 Calais Ouest - 44 Calais Saint-Pierre - 45 Ardres - 46 Calais Porte de Saint-Omer - Échangeur entre A16 et A26 E 15 : Arras, Reims, Paris - 47 A216 : Calais-Port - 48 Marck-Ouest - 49 Marck-Est - 50 Nouvelle-Église - 51 Saint-Folquin - 52 Bourbourg - 53 Craywick - Loon-Plage - 54 Spycker - 55 Grande-Synthe Gourghain - 56 Grande-Synthe Moulin - 57 N 225 : Lille, Valenciennes - 58 Saint-Pol-sur-Mer - 59 Cappelle-la-Grande - 60 Coudekerque-Branche Centre - 61 Coudekerque-Branche Est - 62 Dunkerque Centre - 63 Téteghem - 64 Leffrinckoucke - 65 Ghyvelde |
| Provinces de Belgique           |                 |                                              | |
| Province de Flandre-Occidentale |                 | La Panne - Jabbeke                           | - 1 La Panne - 1a Furnes - 2 Ostdunkerque - 3 Nieuport - 4 Middelkerke - 5 Gistel - 6 Jabbeke - Le Coq |
| Province de Flandre-Occidentale |                 | Le Coq - Ring de Bruxelles                   | - 6a Le Coq N377 - 6b Jabbeke N367 - 7 Lophem N397 - 8 Bruges - 9 Oostkamp N50g - 10 Beernem N370 |
| Province de Flandre-Orientale   |                 | Le Coq - Ring de Bruxelles                   | - 11 Aalter - 12 Nevele N437 - 13 Tronchiennes N466 - 14 Saint-Denis-Westrem - Zwijnaarde - 16 Merelbeke B403 - 17 Wetteren - 18 Erpe-Mere - 19 Alost R41 |
| Province du Brabant flamand     |                 | Le Coq - Ring de Bruxelles                   | - 19a Affligem N208 - 20 Ternat N283 - Grand-Bigard |
| Province du Brabant flamand     |                 | Ring de Bruxelles - Frontière allemande      | - Woluwe-Saint-Étienne - 21 Sterrebeek - 22 Bertem - Heverlee - Louvain - 23 Haasrode - Bierbeek - 24 Boutersem - 25 Tirlemont |
| Province du Brabant wallon      |                 | Ring de Bruxelles - Frontière allemande      | - 26 Hélécine - Jodoigne |
| Province de Liège               |                 | Ring de Bruxelles - Frontière allemande      | - 27 Lincent |
| Province du Brabant flamand     |                 | Ring de Bruxelles - Frontière allemande      | - 28 Houtain-l'Évêque - Landen - Saint-Trond - Hannut |
| Province de Liège               |                 | Ring de Bruxelles - Frontière allemande      | |
| Province du Limbourg            |                 | Ring de Bruxelles - Frontière allemande      | |
| Province de Liège               |                 | Ring de Bruxelles - Frontière allemande      | - 28a Berloz - Geer - 29 Waremme - Tongres - 30 Crisnée - 31 Hognoul N3i Tronçon commun avec - - 32 Alleur - 33 Rocourt - Vottem - 34 Hauts-Sarts - Hermée - 35 Oupeye - Herstal - Cheratte Tronçon commun avec - 36 Barchon - Blégny - 37 Herve - Battice Fin de tronçon commun avec - 37bis Thimister-Clermont (vers ) - 37ter East-Belgium Park (semi-échangeur) - 38 Welkenraedt - Eupen - 39 Eynatten - 40 Lichtenbusch |
| Land/District                   |                 |                                              | |
| Rhénanie-du-Nord-Westphalie     |                 |                                              | - 2 Aix-la-Chapelle - Lichtenbusch L 233 - 3 Aix-la-Chapelle-Brand - L 233 - 4 Kreuz Aix-la-Chapelle |
| Rhénanie-du-Nord-Westphalie     |                 | Aix-la-Chapelle - Cologne                    | - 5a Eschweiler-West L 238 - 5b Eschweiler-Ost - L 11 - 5c Weisweiler L 241 - 5d Langerwehe L 12 - 6 Düren - 7a Merzenich L 264 - 7b Elsdorf - 8 Kreuz Kerpen L 122 - - 9b Frechen-Nord L 183 - 10 Kreuz Cologne-West - 11a Cologne-Klettenberg - 11b Cologne-Eifeltor - 12 Kreuz Cologne-Süd - 13 Cologne-Poll L 82 - 14 Kreuz Cologne-Gremberg - L 124 - K 16 - 15 Dreieck Cologne-Heumar - |
| Rhénanie-du-Nord-Westphalie     |                 |                                              | - 16 Kreuz Cologne-Ost - |
| Rhénanie-du-Nord-Westphalie     |                 | Köln - Olpe                                  | - 17 Cologne-Merheim L 286n - 18 Refrath - L 136 - 19 Bensberg L 358 - L 136 - 20 Moitzfeld L 195 - L 136 - 21 Untereschbach L 284 - 22 Overath - L 136 - 23 Engelskirchen L 302 - 24 Bielstein - 25 Gummersbach - L 305 - 26 Reichshof - Bergneustadt - 27 Eckenhagen L 96 - 28 Kreuz Olpe-Süd |
| Rhénanie-du-Nord-Westphalie     |                 | Wenden - Gießen                              | - 20 Freudenberg L 562 - 21 Siegen - 22 Siegen-Süd L 562 - 23 Wilnsdorf L 722 |
| Hesse                           |                 | Wenden - Gießen                              | - 24 Haiger - Burbach - - 25 Dillenburg - 26 Herborn-West - 27 Herborn-Süd - 28 Ehringshausen-Süd L 3052 - 29 Wetzlarer Kreuz - 30 Wetzlar-Ost |
| Hesse                           |                 | Contournement de Gießen                      | - Lahnau - Dreieck Lahnfeld - Gießen-West L 3020 - 3 Wettenberg - 4 Gießener-Nordkreuz - L 3475 - 5 Reiskirchener Dreieck |
| Hesse                           |                 | Gießen - Hattenbach                          | - 7 Grünberg L 3127 - 8 Homberg (Ohm) L 3072 - 3 Alsfeld-West - 2 Alsfeld-Ost - 7 Hattenbacher Dreieck |
| Hesse                           |                 | Hattenbach - Kirchheim                       | - 87 Kirchheim - 86 Kirchheimer Dreieck |
| Hesse                           |                 | Kirchheim - Wildeck                          | - 32 Bad Hersfeld - 33 Friedewald - 34 Wildeck-Hönebach L 3306 - 35 Wildeck-Obersuhl L 3248 |
| Thuringe                        |                 | Wildeck - Crimmitschau                       | - 36 Gerstungen L 1022 - 37 Wommen - 38 Herleshausen L 3251 - 39 Eisenach-West - - 40a Eisenach-Ost - 40b Sättelstädt L 2120 - L 3007 - 41a Waltershausen L 1025 - 41b Gotha-Boxberg L 1026 - 42 Gotha - 43 Wandersleben L 2163 - 44 Neudietendorf L 1044 - 45 Kreuz Erfurt - 46 Erfurt-West L 3004 - 47a Erfurt-Ost L 1052 - 47b Erfurt-Vieselbach L 1056 - 48 Nohra L 1053 - 49 Weimar - 50 Apolda - 51 Magdala L 1060 - 52 Bucha L 2309 - 53 Jena-Göschwitz - 54 Jena-Zentrum - 55 Stadtroda L 1076 - 56a Hermsdorfer Kreuz - 56b Hermsdorf-Ost L 1070 - 57 Rüdersdorf - 58a Gera-Langenberg - 58b Gera - 59 Gera-Leumnitz - 60 Ronneburg - 61 Schmölln L 1361                                           |
| Saxe                            |                 | Crimmitschau - Ludwigsdorf                   | - 62 Meerane - 63 Glauchau-West - 64 Glauchau-Ost - 65 Hohenstein-Ernstthal - 66 Wüstenbrand - 67 Limbach-Oberfrohna - 68 Kreuz Chemnitz - 69 Chemnitz-Mitte - 70 Chemnitz-Glösa - 71 Chemnitz-Ost - 72 Frankenberg - 73 Hainichen - 74 Berbersdorf - 75 Siebenlehn - 76 Autobahndreieck Nossen - 77a Wilsdruff - 77b Dreieck Dresde-Ouest - 78 Dresde-Altstadt - 79 Dresde-Neustadt - 80 Dresde-Wilder Mann - 81 Dresde-Hellerau - 82 Dresde-Flughafen - Dreieck Dresde-Nord - 83 Hermsdorf - 84 Ottendorf-Okrilla - 85 Pulsnitz - 86 Ohorn - 87 Burkau - 88a Uhyst am Taucher - 88b Salzenforst - 89 Bautzen-West - 90 Bautzen-Ost - 91 Weißenberg - 92 Nieder Seifersdorf - 93 Kodersdorf - 94 Görlitz - |
| Voïvodies de Pologne            |                 |                                              | |
| Basse-Silésie                   |                 | Zgorzelec - Wrocław - Kłosów                 | - Zgorzelec - Godzieszów - Bolesławiec - Krzyżowa Échangeur entre et - LSSE obszar Krzywa - Krzywa - Chojnów - Złotoryja - Legnica Południe Échangeur entre et - Legnica Wschód - Legnickie Pole (demi-échangeur) - Mikołajowice - Wądroże Wielkie - Budziszów - Udanin - Gościsław - Kostomłoty Tronçon commun avec - Kąty Wrocławskie - Pietrzykowice - Wrocław Południe Échangeur entre et - Bielany Wrocławskie Fin de tronçon commun avec - Wrocław Wschód - Brzezimierz |
| Opole                           |                 | Kłosów - Krapkowice - Nogowczyce             | - Brzeg - Opole Zachód - Opole Południe - Krapkowice - Kędzierzyn-Koźle - Strzelce Opolskie |
| Silésie                         |                 | Nogowczyce - Gliwice - Katowice - Chrzanów   | Tronçon commun avec - Łany - Kleszczów Fin de tronçon commun avec - Gliwice Ostropa - Gliwice Bojków - Gliwice Sośnica Échangeur entre et - Zabrze Południe - Ruda Śląska - Chorzów - Katowice Mikołowska - Katowice Francuska - Katowice Murckowska - Mysłowice - Brzęczkowice Échangeur entre et Tronçon commun avec - Jaworzno (Jeleń) (demi-échangeur) - Jaworzno (Cezarówka) |
| Petite-Pologne                  |                 | Chrzanów - Cracovie - Tarnów - Nowe Żukowice | - Chrzanów - Trzebinia - Rudno - Balice I Échangeur entre et Fin de tronçon commun avec · Tronçon commun avec - Cracovie Balice - Cracovie Bielany - Cracovie Tyniec - Cracovie Skawina - Cracovie Południe ( en projet) Fin de tronçon commun avec - Cracovie Łagiewniki - Cracovie Wieliczka - Cracovie Bieżanów Échangeur entre et - Niepołomice (en travaux) - Targowisko Tronçon commun avec - Bochnia - Brzesko Fin de tronçon commun avec - Tarnów Mościce - Tarnów Centrum |
| Basses-Carpates                 |                 | Nowe Żukowice - Dębica - Rzeszów - Korczowa  | - Dębica Zachód - Dębica Wschód - Sędziszów Tronçon commun avec - Rzeszów Zachód Échangeur entre et - Rzeszów Północ Fin de tronçon commun avec · Tronçon commun avec - Rzeszów Wschód Échangeur entre et Fin de tronçon commun avec - Łańcut - Przeworsk - Jarosław Zachód - Jarosław Wschód - Przemyśl - Korczowa - Poste-frontière Korczowa |
| Drapeau de l'Ukraine            |                 |                                              | |
| Drapeau de la Russie            |                 |                                              | |
| Drapeau du Kazakhstan           |                 |                                              | |
| Drapeau du Turkménistan         |                 |                                              | |
| Drapeau de l'Ouzbékistan        |                 |                                              | |
| Drapeau du Kazakhstan           |                 |                                              | |
| Drapeau du Kirghizistan         |                 |                                              | |
| Drapeau du Kazakhstan           | A10             |                                              | Ridder, Kazakhstan-Oriental |

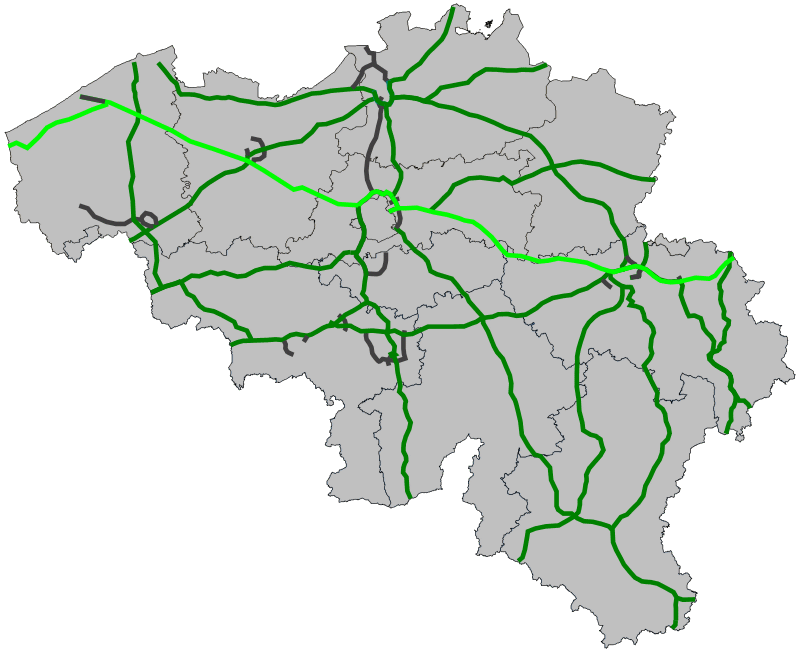
La E40 en Belgique

## Arbres remarquables le long de l'E40
Un séquoia géant (circonférence : 3,2 m en 2021) à Vottem en Belgique. Mort entre 2013 et 2018.

## Galerie d’images

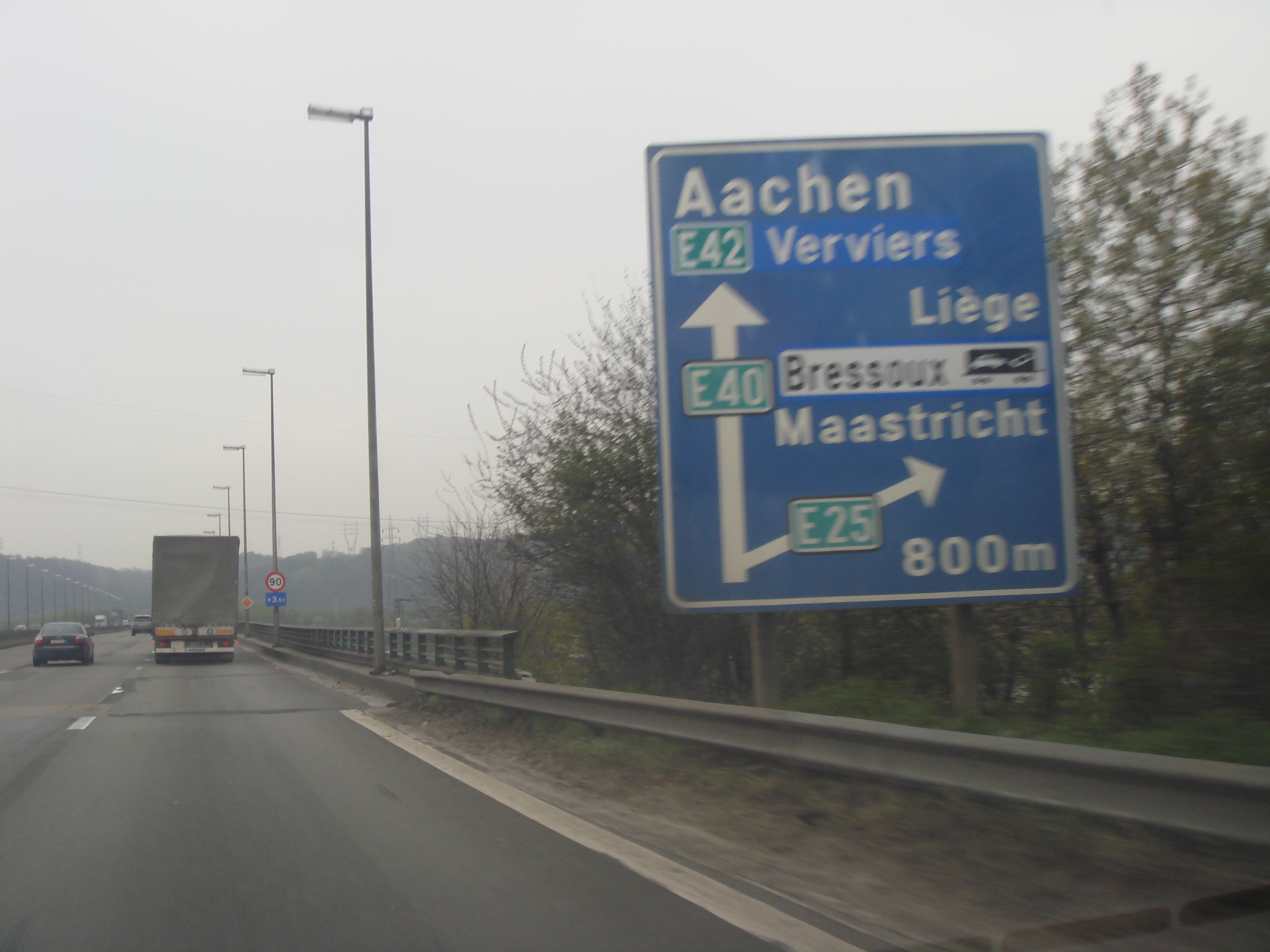
La E40 au niveau de Herstal en Belgique.
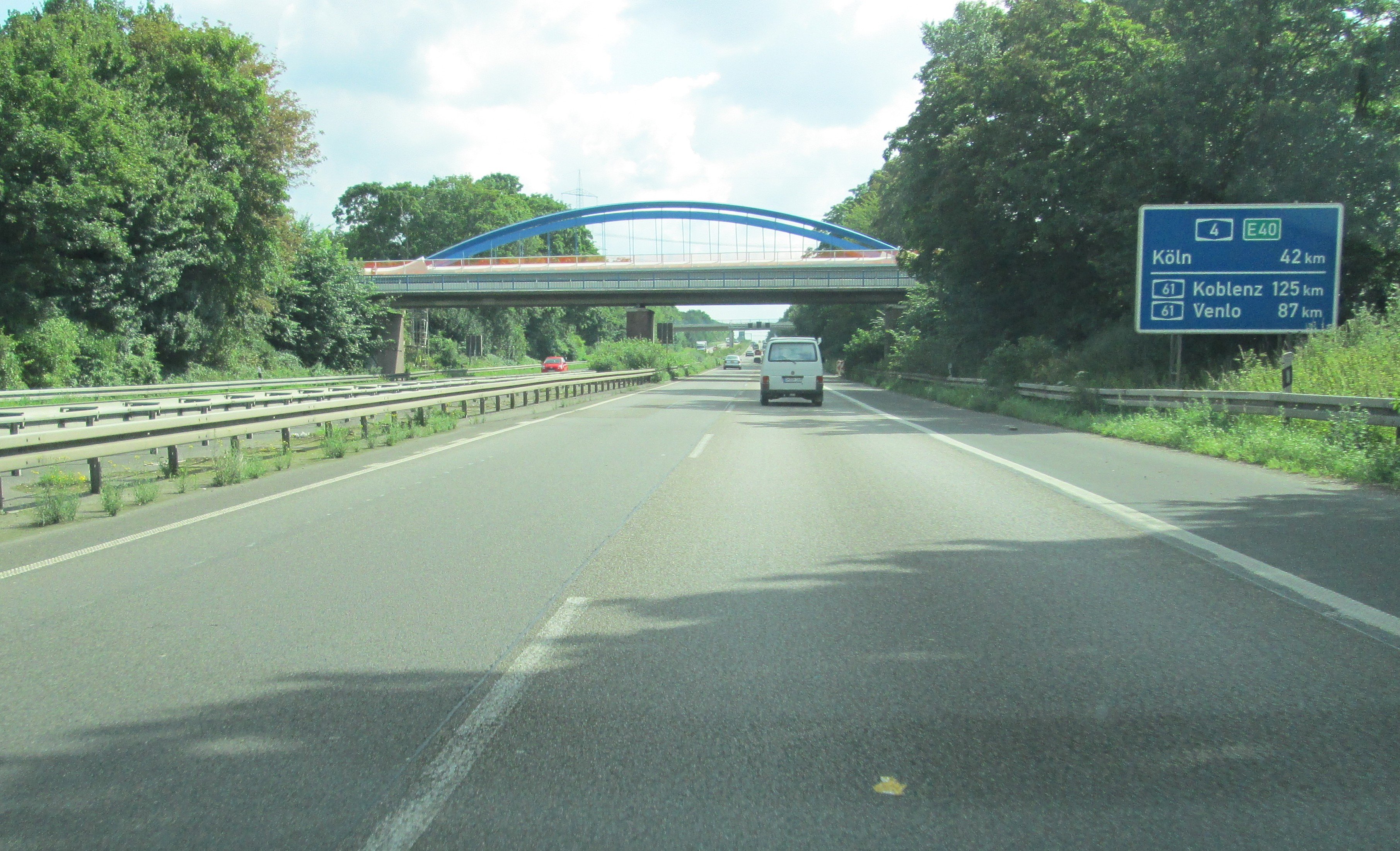
La E40 au niveau d'Aix-la-Chapelle en Allemagne.
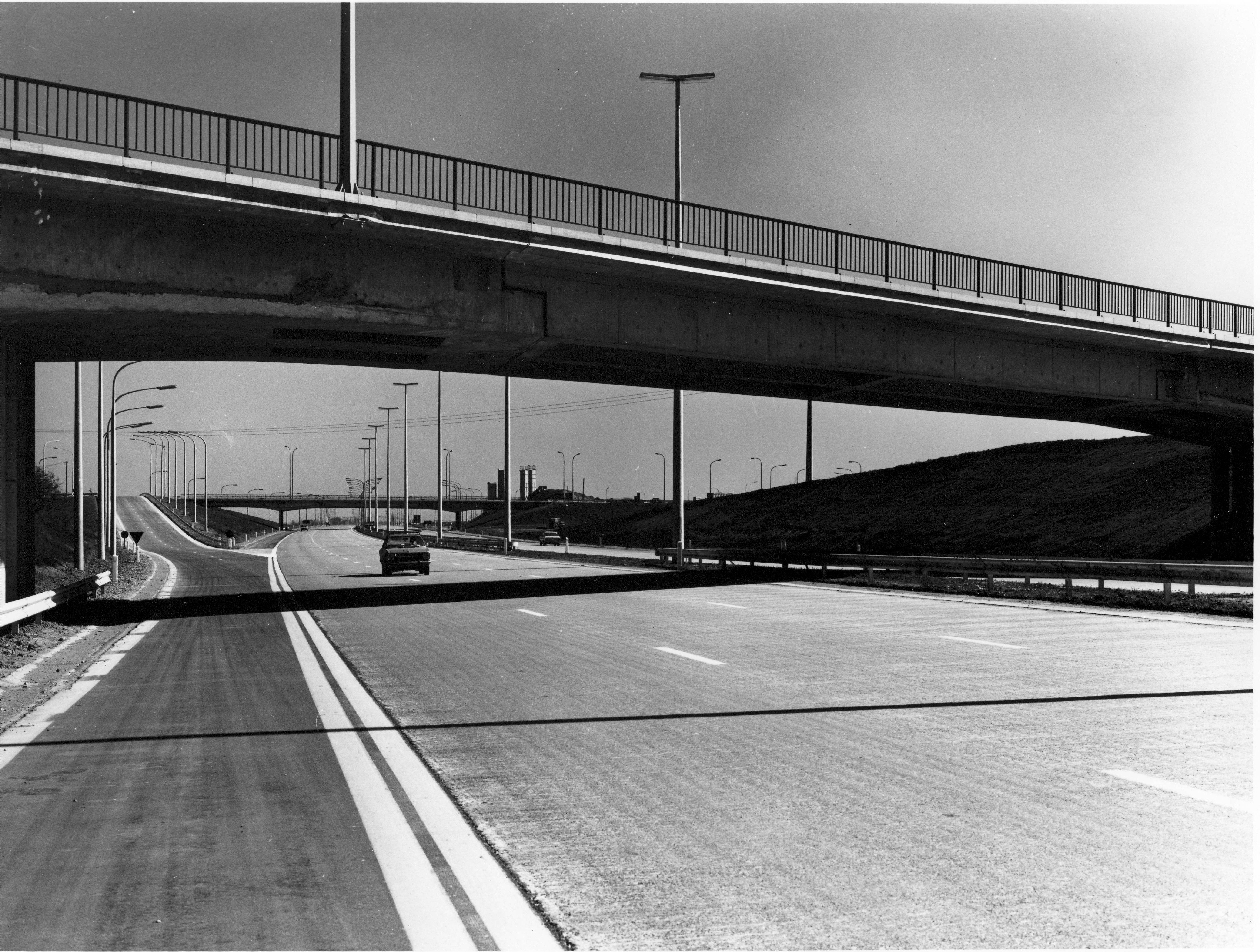
L'autoroute E40 (anciennement E5) à Hognoul, près de la sortie 31, le 21 mars 1972, l'année de son inauguration.